# Alfio Angioli
Alfio Antonio Angioli (Palermo, 8 dicembre 1932 – Noventa Padovana, 8 aprile 2022) è stato un rugbista a 15 italiano, di ruolo pilone.
Dal 1956 al 1972 milita nel massimo campionato italiano di rugby con la maglia delle Fiamme Oro, con la quale raccoglie 264 presenze e vince cinque titoli.
Esordisce in nazionale il 10 aprile 1960 nella partita vinta contro la Germania e raccoglie complessivamente 8 presenze segnando una meta (contro la Germania il 27 maggio 1962)

## Palmarès
- Campionati italiani: 5
Fiamme Oro: 1957-1958, 1958-1959, 1959-1960, 1960-1961, 1967-1968